# Atlantismus

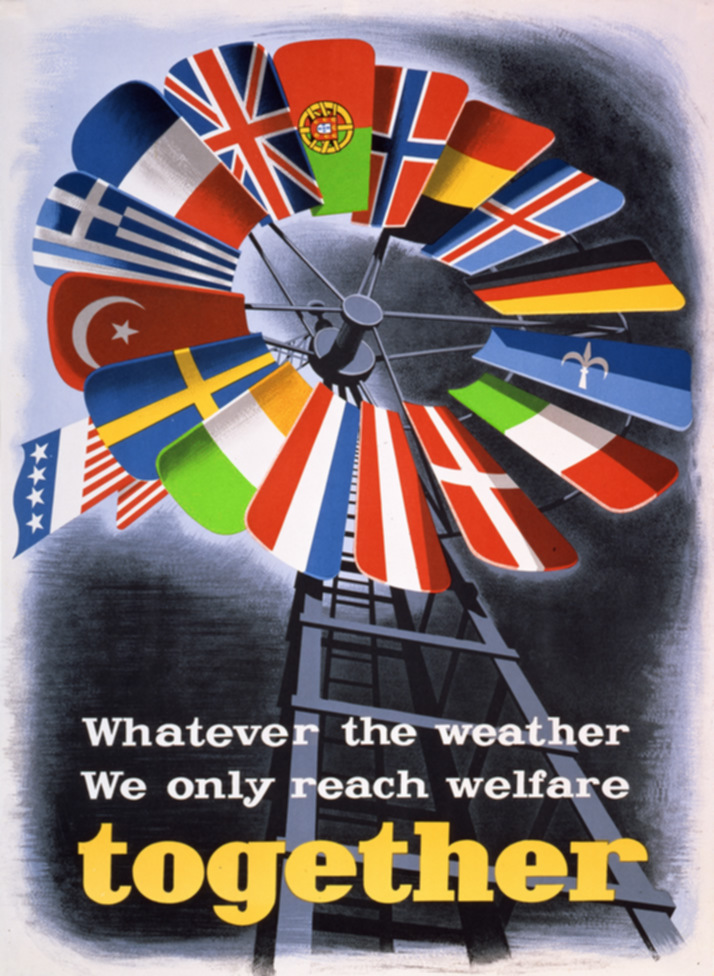
Americký plakát na podporu Marshallova plánu v 50. letech

Atlantismus, někdy také atlanticismus, je politický a kulturní postoj podpory úzké vzájemné spolupráce mezi Spojenými státy, Kanadou a Evropou týkající se politických, ekonomických a obranných vazeb, které mají zajistit prosperitu a bezpečnost skrze ochrany hodnot západní civilizace.

## Organizace

### Transatlantické iniciativy
- Atlantická charta
- Severoatlantická aliance (NATO)
- Organizace pro bezpečnost a spolupráci v Evropě (OBSE)
- Transatlantické obchodní a investiční partnerství (TAFTA)

### Politické síly
- Strana evropských konzervativců a reformistů (ECR)

## Politici

### Přední světoví atlanticisté
- Franklin Delano Roosevelt
- Ronald Reagan
- Margaret Thatcherová
- François Mitterrand
- Zbigniew Brzezinski
- Tony Blair
- Boris Johnson
- Jens Stoltenberg

### Odpůrci atlanticismu
- Charles de Gaulle
- Olof Palme